# Henry Bardou
Henry Bardou MAfr, auch Henri Bardou, (* 1877 in Frankreich; † 1939) war ein französischer römisch-katholischer Ordensgeistlicher und Apostolischer Präfekt von Ghardaia.

## Leben
Henry Bardou trat der Ordensgemeinschaft der Weißen Väter bei. Er studierte Philosophie und Katholische Theologie in Rom. Im Jahr 1902 empfing Bardou das Sakrament der Priesterweihe. Anschließend wurde er nach Französisch-Nordafrika entsandt, wo er als Missionar in Ghardaia und später in Ouargla wirkte. In Ouargla fungierte er zudem als Superior der dortigen Niederlassung der Weißen Väter. Daneben verfasste er in dieser Zeit ein zweibändiges Werk über die islamische Theologie.
Am 3. Januar 1911 ernannte ihn Papst Pius X. zum Apostolischen Präfekten von Ghardaia. Bardou bekleidete das Amt bis zu seiner Emeritierung im Jahr 1916. Bereits ab 1915 war er als Sanitäter im Ersten Weltkrieg tätig. Nach dem Ende des Krieges wirkte er als Kaplan in Aïn Sefra im Bistum Oran.

## Schriften
- Les signes de Mahomet: Quels sont-ils? Que valent-ils? (= Théologie de l’Islam. Band 1). Charles Guérin, Ghardaia 1907, OCLC 1368310340.
- Les Fins dernières mort, fin du monde, résurrection, jugement, enfer, paradis d’après le Koran et la tradition (= Théologie de l’Islam. Band 8). Maison-Carrée, Algier 1911, OCLC 949029428.